# The Parkers
The Parkers var en amerikansk tv-serie som ursprungligen visades på tv-nätverket UPN mellan 30 augusti 1999 och 10 maj 2004. Serien handlar om en mor, Nikki Parker (spelad av Mo'Nique) och hennes dotter Kim Parker (spelad av Countess Vaughn). TV-seriens signatur "Heeyyy" blev i folkmun en populär hälsningsfras[källa behövs]under det tidiga 2000-talet.

## Om serien
I The Parkers får vi följa Nikki och Kim Parker när de tillsammans går ett år på Santa Monica College.
Under resans gång lär sig Kim att acceptera och även uppskatta att hela tiden ha sin mor i sin närhet på skolan. Nikki, som blev gravid med Kim i unga år, tvingades avbryta sin skolgång men återvände senare till skolbänken för att slutföra sina högskolestudier.
Nikki visar sig inte bara vara intresserad av att klara av sin examen utan hon har även ett intresse i en av skolans professorer, Stanley Oglevee.